# 유흥수 (1921년)
유흥수(柳興洙, 1921년 6월 22일 ~ 2016년 2월 12일)는 대한민국의 독립운동가이다.
본관은 전주(全州)이고 호(號)는 산남(山南)이다.

## 생애

### 독립 운동
충청남도 서산에서 출생하였으며 한때 충청남도 홍성에서 잠시 유년기를 보낸 적이 있는 그는 이후 충청남도 천안에서 성장하였고 1939년 7월, 경상북도 칠곡군 왜관(慶尙北道 漆谷郡 倭館) 철도 노선 매립 작업에 근로 동원 처분 조치되었던 경상북도 대구사범학교 학생들 중 5학년생 관련이 중심을 이루어 평소 민족 차별을 일삼던 악질 왜인 작업반 반장을 작업장에서 구타한 일이 있었다. 그 일이 있은 후 대구사범학교 4·3·2학년 학생들은 선배들의 항일저항정신을 계승하기 위해 1939년 10월 초순에 각 기별(期別)로 윤독회(輪讀會)를 조직하고 우리민족의 역사, 문학서적을 윤독하며 월 1, 2회 모임을 가졌다. 이때 동교 3학년생(9회)이던 그는 동년 10월 하순에 동교생 박효준(朴孝濬)·이태길(李泰吉)·강두안(姜斗安)·문홍의(文洪義) 등과 함께 항일민족의식을 담은 작품집을 간행하기로 합의하고, 윤독회를 통하여 원고를 수집하는 한편 방학 동안에도 귀향하지 않고 수집된 원고를 편집, 제작하여 1940년 1월에 〈반딧불〉이라는 책자를 간행하였는데 주요내용은 민족의식과 항일정신을 고취하는 것들이었다. 책자는 약 200부를 발간하여 학생들에게 배부되었다. 이같이 윤독회를 통한 동교의 항일학생활동은 1940년에도 계속되었다. 그러던 중, 학생들은 국제정세를 분석하여 일제의 패망을 예견하게 되었고 다가올 조국의 독립을 위해 보다 조직적인 활동을 필요로 했다. 그리하여 1940년 11월 23일, 그는 박효준 등 동지들과 함께 당시 대구 봉산정(鳳山町) 소재 이태길의 하숙집에 모여 표면상 문예활동을 표방하는 항일학생결사 「대구사범학교문예부(文藝部)」를 조직하였다. 이들은 운동방침으로서 비밀엄수 및 매주 토요일 작품감상 등을 결의하고 동지포섭에 힘쓰면서 1940년 11월 30일부터 1941년 3월 9일까지 약 9회에 걸쳐 회합을 갖고 민족문화 존중과 항일의식을 함양하였다. 또한 동년 3월에는 기관지 「학생(學生)」을 발간하여 이를 부원들에게 배부하였다. 한편 문예부와는 별도로 동교내에 1941년 1월에 임굉(林宏) 등의 주도로 비밀결사 「연구회(硏究會)」가 조직되어 「문예부」와 비슷한 활동을 전개하였는데 동회를 겉으로는 학술 연구를 위장하면서 민족 의식 앙양과 독립을 위한 실력 배양을 목적한 결사대였다. 그런데 1941년 2월 무렵, 졸업기를 당하여 문예부원 일부와 연구회원 전원(결사대 연구회 8회 출신)이 졸업을 하게 되었으므로 결사대 연구회 9회생을 중심으로 양결사의 항일정신을 계승 발전시키기 위해 동지를 확대 규합하여 비밀결사를 새로이 조직하기로 했다. 그리하여 1941년 2월 15일에 그는 문홍의·권쾌복(權快福)·배학보(裴鶴甫) 등 15명과 함께 당시 대구 대봉정(大邱 大鳳町)에 있던 자신의 하숙집에 모여 항일학생결사인 다혁당(茶革黨)을 결성하였다. 다혁당은 이같이 문예부와 연구회의 조직을 계승·발전시킨 것으로서 교내조직에 국한하지 않고 대외적으로 확대하여 타교생 및 일반 사회인까지 포섭대상으로 하였다. 따라서 결사의 명칭도 당(黨)이라 했으며 조직으로는 당수, 부당수 아래 총무·학술·문예·연구·경기 등 각 부서를 두었다. 이때 그는 문예창작책임의 일을 맡았다. 한편 다혁당은 비밀 엄수 및 당원의 절대 복종과 주2회 회합과 하급생 지도 등을 당규약으로 정하였으며 1941년 3월부터 동년 5월까지 세차례 모임을 갖고 당의 활동상황과 조직확대에 관하여 협의하였다. 그리고 동교내 연습과 학생(주로 일본인)과 심상과 학생(대부분 조선인)에 대한 차별대우를 철폐시키는 방안도 토의하였다. 그런데 1941년 7월, 대구사범학교 윤독회의 간행물인 〈반딧불〉이 일경의 손에 들어가게 됨으로써 경상북도 대구사범학교 비밀결사의 전모가 드러나게 되었다. 이로 인하여 그도 일경에 피체되었으며 그 후 아직 미결수로 2년여 동안 혹독한 고문을 받은 그는 1943년 11월 6일을 기하여 충청남도 대전지방법원에서 징역 5년형을 선고받고 옥고를 치르던 중 1945년 8·15광복으로 인하여 출감하였다. 그 후 1946년에서 1949년까지 한국독립당 초급행정위원을 지냈다.

## 서훈
대한민국 정부에서는 선생의 공훈을 기리고자 정부에서는 1963년 대한민국 건국훈장 독립장을 수여하였다.